# Спектральна ефективність
Спектральна ефективність, ефективність використання спектра або пропускна ефективність  - це швидкість передачі інформації, яку можна досягти при передаванні через дану смугу пропускання в конкретній системі зв'язку. Є мірою того, наскільки ефективно обмежений спектр частот використовується протоколом фізичного рівня.

## Спектральна ефективність зв'язку
Спектральна ефективність зв'язку для цифрової системи зв'язку виміряється в Біт/сек./Гц або, більш рідко, в (біт/сек)/Гц. Це питомий бітрейт (швидкість передачі корисної інформація за винятком кодів корекції помилок) або максимальна пропускна здатність, розділена на ширину смуги пропускання в герцах каналу зв'язку або каналу даних. Крім того, іншим способом спектральна ефективність може вимірюватися в біт/символ.  Це означає що питомий бітрейт ділиться на частоту передачі символів (частоту модуляції) або частоту передачі коду початку рядка.0.14 to 0.28
Ефективність модуляції задається в біт/сек це бітова швидкість (включаючи будь-які коди корекції помилок) розділена на широту смуги пропускання.
Приклад 1: техніка передавання з використанням смуги пропускання в один кілогерц для передачі 1,000 біт на секунду має ефективність модуляції в 1 (біт/сек)/Гц.
Приклад 2: Модем V.92 для телефонних мереж може передавати вихідний потік в 48,000 біт/сек і вхідний потік в 56,000 біт/сек через аналогову телефонну мережу. Завдяки фільтрації на телефонній станції, діапазон частот обмежено від 300 герц до 3,400 герц, що відповідає широті смуги пропусканні в 3,400 − 300 = 3,100 герц. Спектральна ефективність або ефективність модуляції в такому випадку дорівнює 56,000/3,100 = 18.1 (біт/сек)/Гц для вхідного потоку, і 48,000/3,100 = 15.5 (біт/сек)/Гц для вихідного.

## Таблиця порівняння
Приклад значень чисельної спектральної ефективності деяких загальних систем зв’язку в таблиці.
| \| Сервіс \| Стандарт \| Рік запуску \| Макс. бітова швидкість R на носій на один окремий потік (Мбіт/сек) \| Смуга пропускання B на носій (МГц) \| Макс. спектральна ефективність зв'язку R/B ((біт/сек)/Гц) \| Макс. спектральна ефективність зв'язку R/B ((біт/сек)/Гц) \| Типова [[Стільниковий зв'язок\\|коефіцієнт повторного використання] 1/K \| Спектральна ефективність системи (R/B)/K ((біт/сек)/Гц на сайт) \| \| Сервіс \| Стандарт \| Рік запуску \| Макс. бітова швидкість R на носій на один окремий потік (Мбіт/сек) \| Смуга пропускання B на носій (МГц) \| SISO \| MIMO \| Типова [[Стільниковий зв'язок\\|коефіцієнт повторного використання] 1/K \| Спектральна ефективність системи (R/B)/K ((біт/сек)/Гц на сайт) \| \| ------------------- \| ---------------------- \| ----------- \| ------------------------------------------------------------------ \| ---------------------------------- \| --------------------------------------------------------- \| --------------------------------------------------------- \| ---------------------------------------------------------------------- \| --------------------------------------------------------------- \| \| 1G стільникова \| Модем NMT 450 \| 1981 \| 0.0012 \| 0.025 \| 0.45 \| N/A \| 1⁄7 \| 0.064 \| \| 1G стільникова \| Модем AMPS \| 1983 \| 0.0003[2] \| 0.030 \| 0.001 \| N/A \| 1⁄7[3] \| 0.0015 \| \| 2G стільникова \| GSM \| 1991 \| 0.013 × 8 часових інтервалів = 0.104 \| 0.2 \| 0.52 \| N/A \| 1⁄9 (1⁄3[4] in 1999) \| 0.17[4] (в 1999) \| \| 2G стільникова \| D-AMPS \| 1991 \| 0.013 × 3 часових інтервалів = 0.039 \| 0.030 \| 1.3 \| N/A \| 1⁄9 (1⁄3[4] in 1999) \| 0.45[4] (в 1999) \| \| 2.75G cellular \| CDMA2000 1× voice \| 2000 \| 0.0096 на телефонний дзвінок × 22 дзвінки \| 1.2288 \| 0.0078 на дзвінок \| N/A \| 1 \| 0.172 (при повному завантаженні) \| \| 2.75G стільникова \| GSM + EDGE \| 2003 \| 0.384 (тип. 0.20) \| 0.2 \| 1.92 (тип. 1.00) \| N/A \| 1⁄3 \| 0.33[4] \| \| 2.75G стільникова \| IS-136HS + EDGE \| \| 0.384 (тип. 0.27) \| 0.200 \| 1.92 (тип. 1.35) \| N/A \| 1⁄3 \| 0.45[4] \| \| 3G стільникова \| WCDMA FDD \| 2001 \| 0.384 \| 5 \| 0.077 \| N/A \| 1 \| 0.51 \| \| 3G стільникова \| CDMA2000 1x PD \| 2002 \| 0.153 \| 1.2288 \| 0.125 \| N/A \| 1 \| 0.1720 (fully loaded) \| \| 3G стільникова \| CDMA2000 1×EV-DO Rev.A \| 2002 \| 3.072 \| 1.2288 \| 2.5 \| N/A \| 1 \| 1.3 \| \| ФіксованийWiMAX \| IEEE 802.16d \| 2004 \| 96 \| 20 \| 4.8 \| \| 1⁄4 \| 1.2 \| \| 3.5G стільникова \| HSDPA \| 2007 \| 21.1 \| 5 \| 4.22 \| \| 1 \| 4.22 \| \| 4G MBWA \| iBurst HC-SDMA \| 2005 \| 3.9 \| 0.625 \| 7.23 [5] \| \| 1 \| 7.23 \| \| 4G стільникова \| LTE \| 2009 \| 81.6 \| 20 \| 4.08 \| 16.32 (4x4) [6] \| 1 \| 16.32 \| \| 4G стільникова \| LTE-Advanced \| 2013[7] \| 75 \| 20 \| 3.75 \| 30.00 (8x8) [6] \| 1 \| 30 \| \| Wi-Fi \| IEEE 802.11a/g \| 2003 \| 54 \| 20 \| 2.7 \| \| 1⁄3 \| 0.900 \| \| Wi-Fi \| IEEE 802.11n \| 2007 \| 72.2 (short GI) \| 20 \| 3.61 \| \| 1⁄3 \| 1.2 \| \| Wi-Fi \| IEEE 802.11ac \| 2012 \| 433.3 (short GI) \| 80 \| 5.42 \| \| \| \| \| WiGig \| IEEE 802.11ad \| 2013 \| 6756 \| 2160 \| 3 \| \| 1⁄3 \| 1 \| \| TETRA \| ETSI \| 1998 \| 4 часові інтервали = 0.036 \| 0.025 \| 1.44 \| N/A \| \| \| \| Цифрове радіо \| DAB \| 1995 \| 0.576 - 1.152 \| 1.712 \| 0.34 - 0.67 \| N/A \| 1⁄5 \| 0.08 - 0.17 \| \| Цифрове радіо \| DAB з SFN \| 1995 \| 0.576 - 1.152 \| 1.712 \| 0.34 - 0.67 \| N/A \| 1 \| 0.34 - 0.67 \| \| Цифрове TV \| DVB-T \| 1997 \| 31.67 (тип. 22.0) \| 8 \| 4.0 (тип. 2.8) \| N/A \| 1⁄5 \| 0.55 \| \| Цифрове TV \| DVB-T із SFN \| 1996 \| 31.67 (тип. 22.0) \| 8 \| 4.0 (тип. 2.8) \| N/A \| 1 \| 4.0 (тип. 2.8) \| \| Цифрове TV \| DVB-H \| 2007 \| 5.5 - 11 \| 8 \| 0.68 - 1.4 \| N/A \| 1⁄5 \| 0.14 - 0.28 \| \| Цифрове TV \| DVB-H з SFN \| 2007 \| 5.5 - 11 \| 8 \| 0.68 - 1.4 \| N/A \| 1 \| 0.68 - 1.4 \| \| Цифрове кабельне TV \| DVB-C 256-QAM режим \| \| 38 \| 6 \| 6.33 \| N/A \| N/A \| N/A \| \| DSL модем \| ADSL2 downlink \| \| 12 \| 0.962 \| 12.47 \| N/A \| N/A \| N/A \| \| DSL модем \| ADSL2+ downlink \| \| 28 \| 2.109 \| 13.59 \| N/A \| N/A \| N/A \| \| Телефонний модем \| V.92 downlink \| 1999 \| 0.056 \| 0.004 \| 14.0 \| N/A \| N/A \| N/A \| |                        |             |                                                                    |                                    |                                                           |                                                           |                                                                        |                                                                 |
| Сервіс | Стандарт               | Рік запуску | Макс. бітова швидкість R на носій на один окремий потік (Мбіт/сек) | Смуга пропускання B на носій (МГц) | Макс. спектральна ефективність зв'язку R/B ((біт/сек)/Гц) | Макс. спектральна ефективність зв'язку R/B ((біт/сек)/Гц) | Типова [[Стільниковий зв'язок\|коефіцієнт повторного використання] 1/K | Спектральна ефективність системи (R/B)/K ((біт/сек)/Гц на сайт) |
| Сервіс | Стандарт               | Рік запуску | Макс. бітова швидкість R на носій на один окремий потік (Мбіт/сек) | Смуга пропускання B на носій (МГц) | SISO                                                      | MIMO                                                      | Типова [[Стільниковий зв'язок\|коефіцієнт повторного використання] 1/K | Спектральна ефективність системи (R/B)/K ((біт/сек)/Гц на сайт) |
| 1G стільникова | Модем NMT 450          | 1981        | 0.0012                                                             | 0.025                              | 0.45                                                      | N/A                                                       | 1⁄7                                                                    | 0.064                                                           |
| 1G стільникова | Модем AMPS             | 1983        | 0.0003                                                             | 0.030                              | 0.001                                                     | N/A                                                       | 1⁄7                                                                    | 0.0015                                                          |
| 2G стільникова | GSM                    | 1991        | 0.013 × 8 часових інтервалів = 0.104                               | 0.2                                | 0.52                                                      | N/A                                                       | 1⁄9 (1⁄3 in 1999)                                                      | 0.17 (в 1999)                                                   |
| 2G стільникова | D-AMPS                 | 1991        | 0.013 × 3 часових інтервалів = 0.039                               | 0.030                              | 1.3                                                       | N/A                                                       | 1⁄9 (1⁄3 in 1999)                                                      | 0.45 (в 1999)                                                   |
| 2.75G cellular | CDMA2000 1× voice      | 2000        | 0.0096 на телефонний дзвінок × 22 дзвінки                          | 1.2288                             | 0.0078 на дзвінок                                         | N/A                                                       | 1                                                                      | 0.172 (при повному завантаженні)                                |
| 2.75G стільникова | GSM + EDGE             | 2003        | 0.384 (тип. 0.20)                                                  | 0.2                                | 1.92 (тип. 1.00)                                          | N/A                                                       | 1⁄3                                                                    | 0.33                                                            |
| 2.75G стільникова | IS-136HS + EDGE        |             | 0.384 (тип. 0.27)                                                  | 0.200                              | 1.92 (тип. 1.35)                                          | N/A                                                       | 1⁄3                                                                    | 0.45                                                            |
| 3G стільникова | WCDMA FDD              | 2001        | 0.384                                                              | 5                                  | 0.077                                                     | N/A                                                       | 1                                                                      | 0.51                                                            |
| 3G стільникова | CDMA2000 1x PD         | 2002        | 0.153                                                              | 1.2288                             | 0.125                                                     | N/A                                                       | 1                                                                      | 0.1720 (fully loaded)                                           |
| 3G стільникова | CDMA2000 1×EV-DO Rev.A | 2002        | 3.072                                                              | 1.2288                             | 2.5                                                       | N/A                                                       | 1                                                                      | 1.3                                                             |
| ФіксованийWiMAX | IEEE 802.16d           | 2004        | 96                                                                 | 20                                 | 4.8                                                       |                                                           | 1⁄4                                                                    | 1.2                                                             |
| 3.5G стільникова | HSDPA                  | 2007        | 21.1                                                               | 5                                  | 4.22                                                      |                                                           | 1                                                                      | 4.22                                                            |
| 4G MBWA | iBurst HC-SDMA         | 2005        | 3.9                                                                | 0.625                              | 7.23                                                      |                                                           | 1                                                                      | 7.23                                                            |
| 4G стільникова | LTE                    | 2009        | 81.6                                                               | 20                                 | 4.08                                                      | 16.32 (4x4)                                               | 1                                                                      | 16.32                                                           |
| 4G стільникова | LTE-Advanced           | 2013        | 75                                                                 | 20                                 | 3.75                                                      | 30.00 (8x8)                                               | 1                                                                      | 30                                                              |
| Wi-Fi | IEEE 802.11a/g         | 2003        | 54                                                                 | 20                                 | 2.7                                                       |                                                           | 1⁄3                                                                    | 0.900                                                           |
| Wi-Fi | IEEE 802.11n           | 2007        | 72.2 (short GI)                                                    | 20                                 | 3.61                                                      |                                                           | 1⁄3                                                                    | 1.2                                                             |
| Wi-Fi | IEEE 802.11ac          | 2012        | 433.3 (short GI)                                                   | 80                                 | 5.42                                                      |                                                           |                                                                        |                                                                 |
| WiGig | IEEE 802.11ad          | 2013        | 6756                                                               | 2160                               | 3                                                         |                                                           | 1⁄3                                                                    | 1                                                               |
| TETRA | ETSI                   | 1998        | 4 часові інтервали = 0.036                                         | 0.025                              | 1.44                                                      | N/A                                                       |                                                                        |                                                                 |
| Цифрове радіо | DAB                    | 1995        | 0.576 - 1.152                                                      | 1.712                              | 0.34 - 0.67                                               | N/A                                                       | 1⁄5                                                                    | 0.08 - 0.17                                                     |
| Цифрове радіо | DAB з SFN              | 1995        | 0.576 - 1.152                                                      | 1.712                              | 0.34 - 0.67                                               | N/A                                                       | 1                                                                      | 0.34 - 0.67                                                     |
| Цифрове TV | DVB-T                  | 1997        | 31.67 (тип. 22.0)                                                  | 8                                  | 4.0 (тип. 2.8)                                            | N/A                                                       | 1⁄5                                                                    | 0.55                                                            |
| Цифрове TV | DVB-T із SFN           | 1996        | 31.67 (тип. 22.0)                                                  | 8                                  | 4.0 (тип. 2.8)                                            | N/A                                                       | 1                                                                      | 4.0 (тип. 2.8)                                                  |
| Цифрове TV | DVB-H                  | 2007        | 5.5 - 11                                                           | 8                                  | 0.68 - 1.4                                                | N/A                                                       | 1⁄5                                                                    | 0.14 - 0.28                                                     |
| Цифрове TV | DVB-H з SFN            | 2007        | 5.5 - 11                                                           | 8                                  | 0.68 - 1.4                                                | N/A                                                       | 1                                                                      | 0.68 - 1.4                                                      |
| Цифрове кабельне TV | DVB-C 256-QAM режим    |             | 38                                                                 | 6                                  | 6.33                                                      | N/A                                                       | N/A                                                                    | N/A                                                             |
| DSL модем | ADSL2 downlink         |             | 12                                                                 | 0.962                              | 12.47                                                     | N/A                                                       | N/A                                                                    | N/A                                                             |
| DSL модем | ADSL2+ downlink        |             | 28                                                                 | 2.109                              | 13.59                                                     | N/A                                                       | N/A                                                                    | N/A                                                             |
| Телефонний модем | V.92 downlink          | 1999        | 0.056                                                              | 0.004                              | 14.0                                                      | N/A                                                       | N/A                                                                    | N/A                                                             |

N/A - означає не застосовується.